# トムとジェリー大行進
『トムとジェリー大行進』（The Tom and Jerry Comedy Show）は1980年にフィルメーション（メトロ・ゴールドウィン・メイヤーと合同）が制作したアニメ。

## 日本での放送
『トムとジェリー大行進』は1980年から1981年にかけて日本テレビの『木曜スペシャル』枠で放送。1981年から1982年にかけて日本テレビのレギュラー番組として、「トムとジェリーとドルーピー」という題名で放送した。その後も「トムとジェリーとドルーピー」として再放送されていた。また、『おかしなおかしな トムとジェリー 大行進』とは異なり、本作における配給は、MGM/UA Entertainment Co. Television Distributionである。
永らくソフト化されていなかったが、日本テレビ放送時の第6話Aパートの「雪の夜の知恵くらべ（Snowbrawl）」は『トムとジェリー スノーマウスと雪の魔法』のDVDに映像特典として日本語字幕版が収録されている。

## 声の出演
- トム：高橋和枝
- ジェリー：太田淑子
- ナレーション：植木等
- ドルーピー：滝口順平/緒方賢一
- スリック：上田敏也/八代駿

## 原題リスト
- No Museum Peace / A Day at the Bakery / Mouse Over Miami
- The Trojan Dog / Foreign Legion Droopy / Pie in the Sky
- Jerry's Country Cousin / The Great Diamond Heist / Mechanical Failure
- Heavy Booking / Matterhorn Droopy / The Puppy Sitter
- Incredible Shrinking Cat / Scared Bear / When the Rooster Crows
- Snowbrawl / Getting the Foot / Kitty Hawk Kitty
- Save That Mouse / Old Mother Hubbard / Say What?
- A Connecticut Mouse In King Arthur's Cork / The Great Train Rubbery / Stage Struck
- Most Wanted Cat / Pest in the West / Cat in the Fiddle
- School for Cats / Disco Droopy / Pied Piper Puss
- Get Along, Little Jerry / Star-crossed Wolf / Spike's Birthday
- Superstocker / Droopy's Good Luck Charm / The Great Mousini
- Farewell, Sweet Mouse / Droopy's Restless Night / New Mouse in the House
- Invasion of the Mouse Snatchers / The Incredible Droop / The Plaid Baron Strikes Again
- Under the Big Top / Lumber Jerks / Gopher It, Tom

## 邦題リスト
- 昔の魚をねらえ / 負けてたまるか / バカンスはマイアミで
- ロボット犬は強い味方 / 外人部隊 / ハラハラお弁当争奪戦
- そっくりさんがやってきた / ダイヤモンドは永遠に / ロボット家政婦さん
- にぎやかな図書館 / とんだ救助犬訓練 / 子守りにゃ手こずる
- のびたりちぢんだり / 宝探しはお化け屋敷で / 強烈オンドリ作戦
- 雪の夜の知恵くらべ / 大スクープを追え / トムはテストパイロット
- あの手この手 / おとぎの国めぐり / おしゃべりオウム
- アーサー王の騎士 / 大列車強盗 / めざせ！スターの座
- 悪友にはご用心 / 僕ちゃんは西部の男 / バイオリン協奏曲
- 生き残りゲーム / ディスコ合戦 / 魔法の笛
- ロデオで勝負 / 守衛さんは楽じゃない / ブルさんのバースデーケーキ
- スーパーマーケット騒動 / ペンダントを取り戻せ / 大当たり！魔術師ジェリー
- ジェリーのおばけ / 眠れぬ一夜 / マイコンネズミ
- インベーダーの奇襲 / 謎のミステリー光線 / 空中大追跡
- どっちが最高 / 木こりコンテスト / もぐら退治は楽じゃない

## 関連事項
- トムとジェリー
- 木曜スペシャル